# غوردون ديفيدسون
غوردون ديفيدسون (بالإنجليزية: Gordon Davidson)‏ هو سياسي أسترالي، ولد في 17 يناير 1915 في أستراليا، وتوفي في 25 نوفمبر 2002 في أديلايد في أستراليا. حزبياً، نشط في الحزب الليبرالي الأسترالي. وقد انتخب عضو مجلس الشيوخ الأسترالي ‏ عن دائرة جنوب أستراليا ‏ (1 يوليو 1965 – 30 يونيو 1981) وانتخب عضو مجلس الشيوخ الأسترالي ‏ عن دائرة جنوب أستراليا ‏ (8 فبراير 1962 – 30 يونيو 1962) وانتخب عضو مجلس الشيوخ الأسترالي ‏ عن دائرة جنوب أستراليا ‏ (28 سبتمبر 1961 – 8 ديسمبر 1961).